# Apostolepis longicaudata
Apostolepis longicaudata este o specie de șerpi din genul Apostolepis, familia Colubridae, descrisă de Bernardino António Gomes în anul 1921. Conform Catalogue of Life specia Apostolepis longicaudata nu are subspecii cunoscute.